# 호기심 많은 조지 4
《호기심 많은 조지 4》(영어: Curious George: Royal Monkey)는 2019년 개봉된 미국의 DVD 애니메이션 영화이다. 호기심 많은 조지 시리즈 네 번째 작품이며, 《호기심 많은 조지 3》(2015)의 속편이다.
2020년 5편(Curious George: Go West, Go Wild)이, 2021년 6편 (Curious George: Cape Ahoy)이 출시되었다.

## 목소리 출연
- 프랭크 웰커 - 조지 역
- 제프 베넷 - 테드 역
- 다니엘라 보바디야